# کرمه (استان وهران)
کرمه (به عربی: الکرمة) یک شهرداری در الجزایر است که در ناحیه سانیه واقع شده‌است. کرمه ۱۳٬۶۳۷ نفر جمعیت دارد.